# Birds of a Feather (информатика)
BoF (Birds of a Feather) в области информатики может означать:
- неформальную группу для дискуссий. В отличие от специальных групп или рабочих групп, BoF неформальны и зачастую собираются спонтанно. Акроним используется IETF (Internet Engineering Task Force) для обозначения предварительной встречи участников по определённому вопросу;
- BoF-сессия — неформальное собрание на конференциях, где участники собираются в группы на основе общих интересов и проводят дискуссии без какого-либо заранее запланированного расписания.

Первое использование данного термина компьютерными специалистами точно неизвестно, но известно, что термин использовался на конференциях DECUS, а также мог использоваться во время встреч групп пользователей SHARE в 1960-х годах.
BoF-группы могут способствовать налаживанию сотрудничества между подгруппами, включая группы, ориентированные на выполнение конкретных задач, как например, CEO-группы, или группы, объединённые по географическому признаку. BoF-группы в общем случае предоставляют возможность общаться более широкой группе участников, нежели дискуссии на определённую тему, типично наблюдаемые на различных съездах и конференциях. Тем не менее, общение нельзя назвать полностью неуправляемым благодаря тому, что заранее выбирается председатель.
Термин произошёл от выражения «Birds of a feather flock together» («Птицы одного оперения собираются вместе») (ср. с «Масть к масти подбирается»). На старом литературном английском «birds of a feather» означали птиц со схожим оперением, так что выражение является отсылкой к тому факту, что птицы стремятся к объединению с птицами своего вида.